# 国府南
国府南（こうみなみ）は愛知県豊川市の地名。

## 地理
- 豊川市西部に位置し、南は森、北東は白鳥、西は国府町に接する。
- 現時点で1〜3丁目まで存在するが、住宅等は無くほぼ田畑に活用されている。

### 交通
- 国道1号
- 愛知県道375号前芝国府停車場線

### 鉄道
- 名古屋鉄道本線

## 歴史
・1983年、国府町より派生した。